# Louis Amagat
Pour les articles homonymes, voir Amagat.
Louis Amagat est un homme politique français né le 13 juillet 1847 à Cézens (Cantal) et mort le 4 juillet 1890 à Saint-Flour (Cantal), est un homme politique français.

## Biographie
Médecin en 1873, il est agrégé à la faculté de Montpellier en 1879. Chargé de cours d'histoire naturelle, il est révoqué, car abordant des questions politiques en cours. Son renvoi provoque une agitation étudiante et la fermeture provisoire de la faculté. 
Il est élu député du Cantal de 1881 à 1890, ne s'inscrivant à aucun groupe et passant de l'extrême gauche au centre. Invalidé en 1881, il est réélu à l'élection partielle. En 1885, il est réélu comme candidat isolé, alors que cette élection se fait au scrutin de liste. 

## Sources
- « Louis Amagat », dans Adolphe Robert et Gaston Cougny, Dictionnaire des parlementaires français, Edgar Bourloton, 1889-1891 [détail de l’édition]
- « Louis Amagat », dans le Dictionnaire des parlementaires français (1889-1940), sous la direction de Jean Jolly, PUF, 1960 [détail de l’édition]